# Christian Friedrich von Blanckenburg

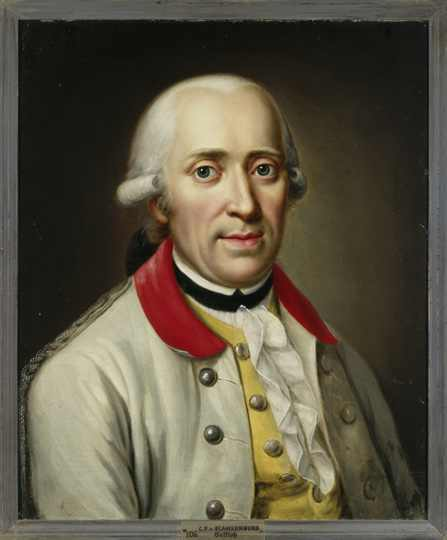
Christian Friedrich von Blanckenburg, Gemälde von Ernst Gottlob, 1790, Gleimhaus Halberstadt

Christian Friedrich von Blanckenburg (* 24. Januar 1744 in Moitzlin bei Kolberg; † 4. Mai 1796 in Leipzig) war ein deutscher Literaturwissenschaftler und Schriftsteller.

## Familie
Christian Friedrich von Blanckenburg entstammte der alten pommerschen Adelsfamilie von Blanckenburg. Seine Eltern waren Dionysius Friedrich von Blanckenburg und eine Base Ewald Christian von Kleists.

## Leben
Blanckenburg erhielt eine militärische Ausbildung in Berlin. Von dort nahm ihn zunächst das Dragonerregiment Jung-Krockow in Dienst. Im Rang eines Fähnrichs erlebte Blanckenburg das Ende des Siebenjährigen Krieges, in welchem er eine schwere Verwundung erfahren hatte. Dennoch nahm er preußisch tugendhaft und pflichtbewusst erst 1776, mittlerweile im Rang eines Oberstlieutenant, bei Verzicht auf Versorgung oder ziviler Anstellung seinen Abschied.
Bereits während seiner aktiven Dienstzeit beschäftigte sich Blanckenburg mit Literaturgeschichte. Schon 1774 erschien sein bekanntestes Werk, der Versuch über den Roman. Erst nach seinem Abschied vom Militär ließ er sich als freier Schriftsteller in Leipzig nieder, wo er fortan seinen Wirkungskreis und Lebensmittelpunkt fand.
Christoph Martin Wieland schrieb über ihn: 

„Blankenburg in Leipzig sei einer der trefflichsten Menschen, die er je kennen gelernt habe. Um seinetwillen wünsche er in Leipzig leben zu können. Er habe noch die loyauté eines alten preußischen Offiziers, die ungeschminkten Attentionen gegen Frauen, die den alten preußischen Kriegern so eigen sei, und eine allumfassende, trefflich verdaute Gelehrsamkeit.“

Zum engeren Freundeskreis  Blanckenburgs gehörte auch Christian Felix Weiße.

## Werke
- Versuch über den Roman. Leipzig 1774 (Volltext)
  - Eberhard Lämmert (Hrsg.): Friedrich von Blanckenburg. Versuch über den Roman. Faksimileausgabe mit Inhaltsübersicht, Register, Nachwort u. Biographischer Notiz. Metzler, Stuttgart 1965.
- Beyträge zur Geschichte deutschen Reichs und deutscher Sitten. Leipzig 1775 (Volltext)
- Geschichte und Darstellung des Brandenburgischen und Preussischen Soldatenwesens. Leipzig 1796 (Volltext)
- Über die historische Gewissheit. Leipzig 1796
- Litterarische Zusätze zu Johann George Sulzers allgemeiner Theorie der schönen Künste. Leipzig 1797 (Volltext)
- Charakter und Lebensgeschichte des Herrn von Seydlitz. Leipzig 1797 (Volltext)